# 郑光华 (1918年)
郑光华（1918年—2006年），男，浙江衢州人，中国电机专家，曾任浙江大学教授、博士生导师。